# Cyrtocamenta similis
Cyrtocamenta similis är en skalbaggsart som beskrevs av Frey 1968. Cyrtocamenta similis ingår i släktet Cyrtocamenta och familjen Melolonthidae. Inga underarter finns listade i Catalogue of Life.